# Embilipitiya
Embilipitiya (syng. ඇඹිලිපිටිය) – miasto w Sri Lance, w prowincji Sabaragamuwa.